# 346e régiment de fusiliers motorisés
Pour les articles homonymes, voir 346e régiment.
Le 346e régiment de fusiliers motorisés (en russe : 346-й мотострелковый полк, abrégé 346 мсп) est une unité de fusiliers motorisés de l'armée de terre russe (n° d'unité ?).

## Historique
Le 346e régiment est formé lors de la mobilisation russe de 2022 à partir de conscrits des oblasts de Vladimir, Koursk, Orel et Lipetsk. L'entraînement des 2 000 nouveaux soldats est prévu à Pakino (en), dans l'oblast de Vladimir, pour une période de 18 jours, du 23 septembre au 11 octobre 2022. Seulement, celui-ci n'aura pas lieu. 
Vladimir Ermakov est nommé commandant de l'unité.
Dès le 13 octobre 2022, le 346e régiment est déployé sur le front ukrainien dans les environs du village de Iagodnoïe (raïon de Koupiansk), dans l'oblast de Kharkiv. Les soldats ne sont armés que de fusils d'assaut et de pelles. Confrontés à de faibles réserves de nourriture, d'équipement, de communications et de fournitures diverses, le régiment subit ses premières pertes au combat. Le 6 novembre, le régiment est redéployé dans les environs de Kouzemovka en république populaire de Lougansk, où il subit le feu persistant de l'artillerie ennemie. En conséquence, environ 130 soldats se retirent de leurs positions et se rendent. Les pertes de l'unité sont estimées à 80 soldats. Certains survivants rejoignent alors leur quartier général de Novonikanorovka et d'autres le poste de contrôle de Nyjnia Douvanka, où ils sont reçus par le colonel Ermakov, menaçant, qui déclare : « Si vous ne revenez pas à vos positions, vous serez abattus ». Le 11 novembre, couverts par la grêle, les soldats restants déposent les armes et refusent de retourner sur le front, la plupart dénonçant un manque d'équipement et des conditions inappropriées,.
Selon un mobilisé de la 1re compagnie, 20 personnes de son unité ont été arrêtées par la police militaire ou le FSB, et soumis à de nombreux passages à tabac ou torturés. Des proches de militaires rapportent que le 22 janvier 2023, certains soldats du 346e régiment ont été emmenés dans un lieu inconnu ou internés en forêt.
En février 2023, à la suite de cette mutinerie, l'unité est dissoute. Selon le correspondant militaire Vladimir Roman Borovkov, les raisons officielles de cette dissolution sont « les excès de certains commandants, ainsi que des cas de soldats faisant désertion ».